# Morxdorf
Morxdorf ist ein Ortsteil der Stadt Jessen (Elster) im Landkreis Wittenberg des Landes Sachsen-Anhalt.
Das Ortsbild war zunächst ausschließlich von der Landwirtschaft geprägt, jedoch entwickelten sich bereits Anfang des 19. Jahrhunderts auch kleinere Handwerksbetriebe.

## Lage und Erreichbarkeit
Morxdorf liegt ca. 18 km nördlich der Stadt Jessen und ist über die B187, die L37 und die K2239 mit ihr verbunden.

## Geschichte
Als wendische Siedlung angelegt, wurde Morxdorf erstmals 1385 in Urkunden erwähnt.

## Sehenswürdigkeiten

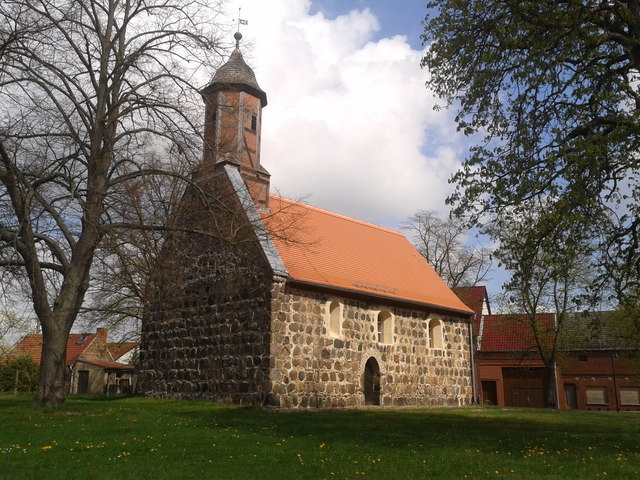
Dorfkirche Morxdorf

→ siehe auch: Liste der Kulturdenkmale in Morxdorf
Die Kirche des Ortes stammt aus der ersten Hälfte des 13. Jahrhunderts und wurde aus Feldsteinen errichtet.